# Sitta europaea
El trepador azul (Sitta europaea) es una especie de ave paseriforme de la familia Sittidae. Se trata de un ave de tamaño medio que mide 14 cm de longitud. Al igual que otros trepadores, es un pájaro robusto, con cola corta y largo pico. Las partes superiores son de color gris azulado, los colores de las partes inferiores varían según su ubicación geográfica del rojo puro al blanco o amarillento, con o sin un área clara en la mejilla.
El ave también tiene una línea ocular negra y presenta dimorfismo sexual: el color del macho es más pronunciado que el de la hembra. Es un pájaro ruidoso y en su variado repertorio emite diferentes tipos de cantos, como vuih, vuih, vuih, vuih, …, y, en caso de excitación o alarma, una larga serie de fuertes sonidos continuos, tuit, en rápidas repeticiones. Como otros de su familia, es muy ágil al trepar por los troncos de los árboles; al descender, a veces, lo hace cabeza abajo.
La especie se alimenta principalmente de insectos, ante todo orugas y escarabajos que encuentra en los troncos y ramas de los árboles. En otoño e invierno, su dieta se complementa con frutas y semillas secas, como las del cedro. La especie puede visitar los comederos de aves y es frecuente que almacene reservas de alimentos en sitios ocultos, por ejemplo, semillas en fisuras de la corteza de los árboles. Durante la temporada de cría vive en pareja; hacen su nido en huecos de los árboles, a menudo reutilizando nidos abandonados de pájaros carpinteros o, en ocasiones, en cavidades naturales. Si la entrada es demasiado grande, la hembra la recubre con barro para reducir su abertura.
La puesta suele ser de seis a nueve huevos de color blanco con manchas marrones. La hembra incuba sola durante dos semanas o más, y durante ese tiempo es alimentada por el macho. Después de la eclosión, ambos progenitores alimentan a los jóvenes, casi exclusivamente con insectos; en general, tienen una nidada por año. Fuera de la temporada de reproducción, es una especie muy sociable que se desenvuelve con facilidad en bandadas mixtas. Su principal depredador natural es el gavilán (Accipiter nisus).
En general, habita en toda la Eurasia templada y en algunas localidades de las montañas marroquíes. Su hábitat preferido son los bosques caducifolios o mixtos con árboles grandes y viejos, incluyendo robles, pero también se ve comúnmente en parques y grandes jardines. Vive en zonas templadas de Europa y Asia hasta los 1500 m s. n. m.
El Congreso Ornitológico Internacional reconoce quince subespecies, aunque también se ha postulado la existencia de más de veinte. Se pueden clasificar en tres grupos según la coloración de la parte inferior del cuerpo: en la zona oeste de la distribución, esta presenta tonos que van del ante a naranja con el cuello blanco; las aves del norte de Europa y Rusia tienen las partes inferiores blanquecinas; más al este la coloración es similar a la de las aves de la Europa occidental, pero sin la garganta blanca.
El trepador siberiano (S. arctica), una especie separada, pero relacionada con S. europaea, ocasionalmente es considerada como una subespecie de este último. El área de distribución de S. europaea es muy amplia, con poblaciones numerosas y prácticamente estables. La Unión Internacional para la Conservación de la Naturaleza considera esta ave como de «preocupación menor».

## Descripción

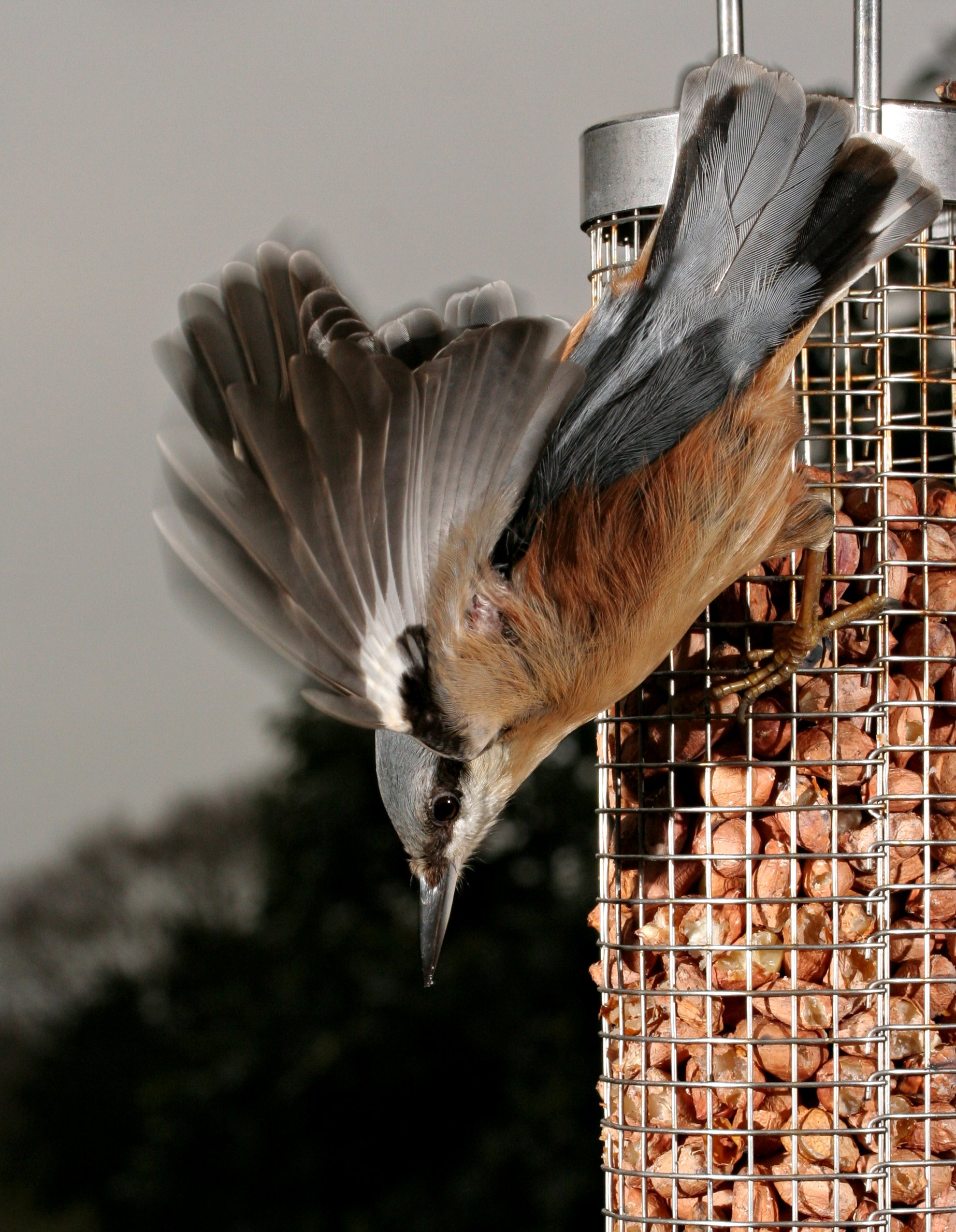
Un trepador preparándose para el vuelo.

Es un ave de tamaño mediano: los machos adultos de la subespecie nominal S. e. europaea miden alrededor de 14 cm de largo con una envergadura de 22.5 a 27 cm y un peso de 17 a 28 g. El dorso es de color azul grisáceo y la cabeza presenta una raya negra atravesando los ojos. En la subespecie nominal, la zona de la garganta y partes inferiores son blancas, pero, según el sexo y la subespecie, pueden ser más o menos claras o tener pinceladas beige. Los flancos y el abdomen son de color rojo anaranjado con manchas blancas en las coberteras. El pico es robusto, de color gris oscuro con la base de la mandíbula inferior más clara. El iris es de color marrón oscuro y las patas y garras de los dedos son de color marrón claro o grisáceo. S. e. caesia, la subespecie occidental más extendida, tiene las partes inferiores de color ante anaranjado y garganta y mejillas blancas. Otras subespecies de la Europa occidental difieren en los tonos de las partes inferiores; las subespecies del sudeste tienen la frente y lista superciliar blanca, y S. e. sinensis y S. e. formosana, nativas de China y Taiwán, presentan un color uniformemente ante en las partes inferiores, incluso en la garganta. La silueta durante el vuelo es característica, con la cabeza puntiaguda, las alas redondeadas y la cola corta y cuadrada. El vuelo es rápido, generalmente corto, ondulante, con aleteos rápidos y rítmicos.

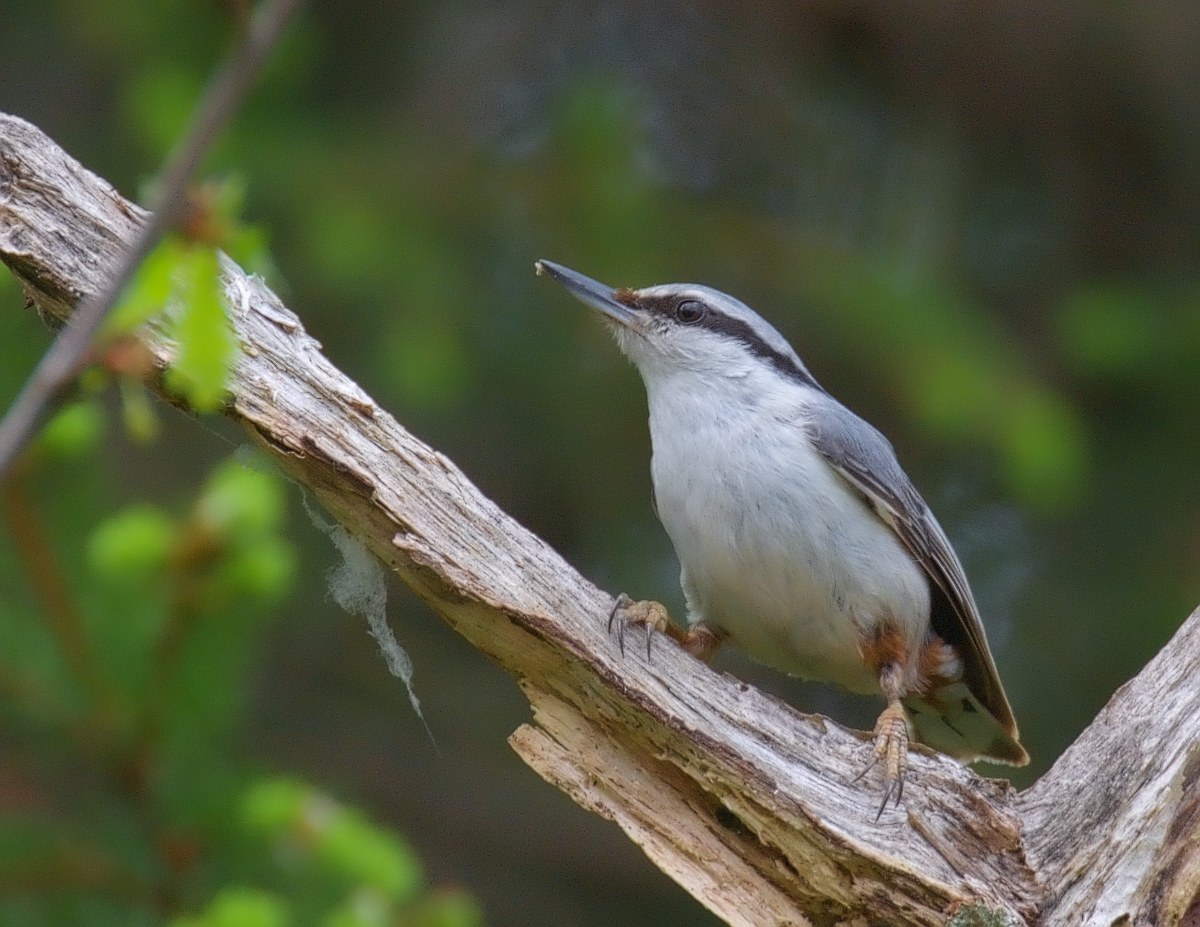
Una hembra de la subespecie S. e. europaea en Suecia. Se caracteriza por su lista superciliar marrón.

La hembra es similar al macho, aunque se pueden distinguir por la coloración más pálida de las partes inferiores, la lista superciliar de color marrón y los flancos y el abdomen inferior en colores más tenues. En la subespecie S. e. asiatica, algunos machos tienen las partes inferiores de color ante al igual que los ejemplares femeninos, dificultando su identificación sexual sobre el terreno. Los individuos más jóvenes se asemejan a las hembras, pero el plumaje es más apagado y el color de las patas más pálido. Se puede determinar con certeza que un ejemplar joven es de sexo femenino por sus flancos pálidos y agamuzados a los 12 días luego de la muda, como en algunas subespecies del trepador pechiblanco, que presentan mayor tono cremoso en las partes anteriormente descritas. Los adultos experimentan una muda poscría completa que se alarga durante 80 días entre finales de mayo y finales de septiembre. En los ejemplares que habitan en Siberia, la muda es más rápida y tiene lugar de junio a mediados de septiembre. Los jóvenes en etapa de empezar a remontar el vuelo, a las 8 semanas de vida, pueden mudar algunas plumas cobertoras de las alas.
Es un ave ágil y activa; sube y baja velozmente por los troncos, y recorre los tallos y ramas de la misma forma. En los desplazamientos por los árboles, pone un pie adelante y se aferra firmemente con el otro a la corteza del árbol, técnica que les permite descender cabeza abajo, mientras que otras aves trepadoras, como los certíidos y pícidas, se apoyan con la cola y usan los dos pies al mismo tiempo.

## Ecología y comportamiento

### Vocalizaciones

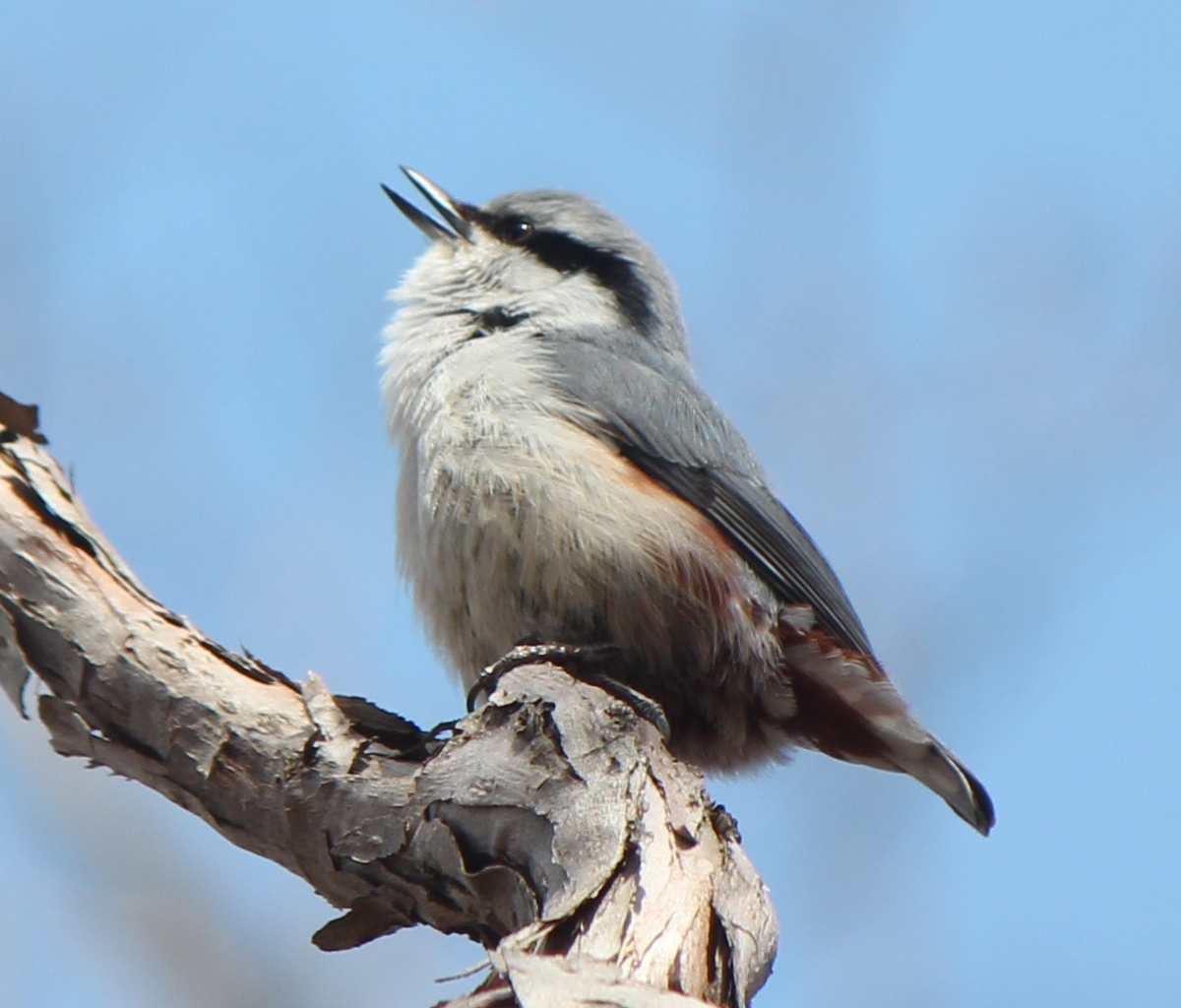
S. e. amurensis cantando en un árbol en la montaña Funabuse (Japón)

Es un pájaro que emite fuertes llamadas durante todo el año y se lo detecta con mayor frecuencia por el canto que por la vista. Su repertorio es variado e incluye un zit agudo simple o ziit más prolongado cuando está buscando alimento, «grupos de tuit breves y enérgicos, muy sonoros, o tchuit vagamente escasos, frecuentemente repetidos en grupos separados por pausas cortas» si el ave está excitada, o como un reclamo de alarma; en otros contextos, pronuncia unos «Twit twit sonoros o amortiguados» dependiendo del estado de ánimo, o «un Tjitjitjit…» tan rápido que una persona no puede reproducir (fonéticamente) el sonido. El canto es variado y audible, y consiste en una serie de silbidos claros, lentos y en tonos ligeramente ascendentes o descendentes. Se ha descrito como «vuih, vuih, vuih, vuih…, o descendente viiu, viiu, viiu, viiu…, o en trinos rápidos, vivivivivivivi, con clara sonoridad». Emite silbidos descendentes para comunicarse con los machos competidores y con las hembras solteras a distancia; cuando coquetea con la hembra o lucha con otros machos, dichos silbidos son más rápidos y en orden ascendente. Este canto se oye en los bosques desde finales de diciembre hasta principios de mayo. Los pichones comienzan a cantar a los 15 días. En algunos sonogramas de llamadas y cantos de S. arctica, publicados en 1996, la voz fue descrita como «diferente significativamente» a la del trepador azul, pero no ha habido una investigación definitiva del tema.

### Alimentación
La dieta es muy diversa y depende de su localización geográfica. Se alimenta principalmente de insectos, en especial de orugas y escarabajos. En otoño e invierno complementa la dieta con frutos secos y semillas, incluidas nueces, piñas de cedro y hayucos; puede sobrevivir el invierno sin semillas. Se ha reportado que en ciertas zonas consume arácnidos, lepidópteros, brotes y líquenes con escasa frecuencia. En los resultados de los estudios, el 36.8 % de la dieta consiste en semillas y frutos (si bien otros arrojan cifras al 75 %); el 25.7 % corresponde a semillas, del cual 14.2 % son piñones de Pinus nigra. Los progenitores alimentan a las crías principalmente con insectos y algunas semillas.
El ave encuentra su alimento en los troncos y ramas más grandes, pero también explora las ramas más pequeñas y el suelo en busca de alimento, sobre todo cuando no están en época de reproducción. Puede capturar algunas presas durante el vuelo y extraer trozos de corteza para atrapar insectos, aunque no puede excavar en madera sana como lo haría un pájaro carpintero. Las parejas pueden unirse en bandadas mixtas con otras especies para alimentarse, si pasan cerca de su territorio. Se ha observado que cuando llega a comederos, se muestra agresivo y desplaza a las otras aves. También puede visitar mesas en parques y jardines u otros espacios al aire libre, y comer restos de grasa, mantequilla, queso o pan dejados por humanos, e incluso ha sido observado tomando los despojos de un matadero. Introduce nueces e insectos grandes entre las fisuras la corteza para aplastarlos con su fuerte pico. Una observación publicada en 2018 informa el uso de una herramienta —en este caso, una pequeña pieza de madera— para levantar la corteza en busca de alimento en un parque en el Reino Unido. Este tipo de comportamiento solo se había documentado en ciertas especies de trepadores de América del Norte.
Acumula suministros de alimentos durante todo el año, pero especialmente en otoño. Introduce semillas, como las del girasol, en las hendiduras de la corteza de los árboles, ocasionalmente en las paredes o el suelo, y las oculta con líquenes, musgo o trozos de corteza. También puede esconder pan, orugas y otras larvas después haberlas golpeado con el pico para inmovilizarlas; este acaparamiento es una estrategia a largo plazo y es utilizado en climas fríos como el de Escandinavia: las reservas únicamente son consumidas cuando los insectos frescos son difíciles de encontrar, en algunas ocasiones duran tres meses después de ocultarlas. Las aves que hacen uso de reservas de alimento tienen una mayor tasa de supervivencia que las demás. Se observó que evitan el uso de sus escondites en condiciones relativamente benignas, y prefieren reservarlos para temporadas más duras. Cuando algunas de sus reservas no han sido consumidas, comienzan a brotar girasoles o avellanos en las grietas de las paredes o en la corteza. Las poblaciones de Siberia esconden semillas de pino siberiano enano (Pinus pumila): a veces acaparan las suficientes para un año completo.
Entre las poblaciones escandinavas se ha observado una causalidad entre la presencia de alimentos y tasa de supervivencia en relación con la edad: un estudio muestra que el fresno es una importante fuente de alimento, aunque su producción de semillas varía cada año y, en las zonas donde este árbol representa un aporte esencial en su alimentación, la tasa de supervivencia de los adultos no se ve afectada por las malas temporadas, pero el número de ejemplares más jóvenes decae en otoño porque mueren de hambre o agotamiento al tener que desplazarse a distancias mayores para nutrirse. Se han observado tendencias similares en las mismas poblaciones en áreas donde la avellana es la especie predominante.

### Reproducción

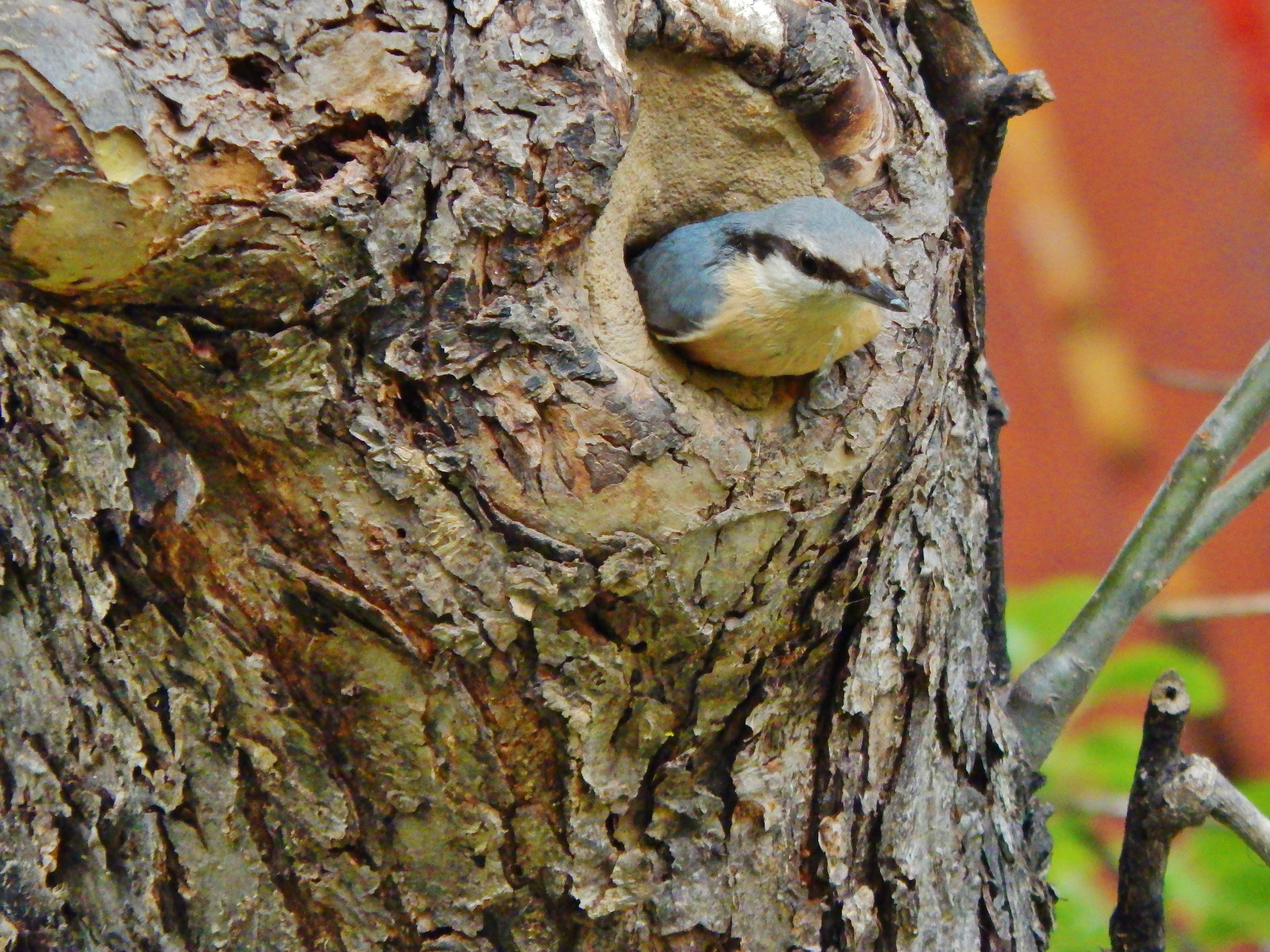
Un trepador azul saliendo de su nido, en Alemania

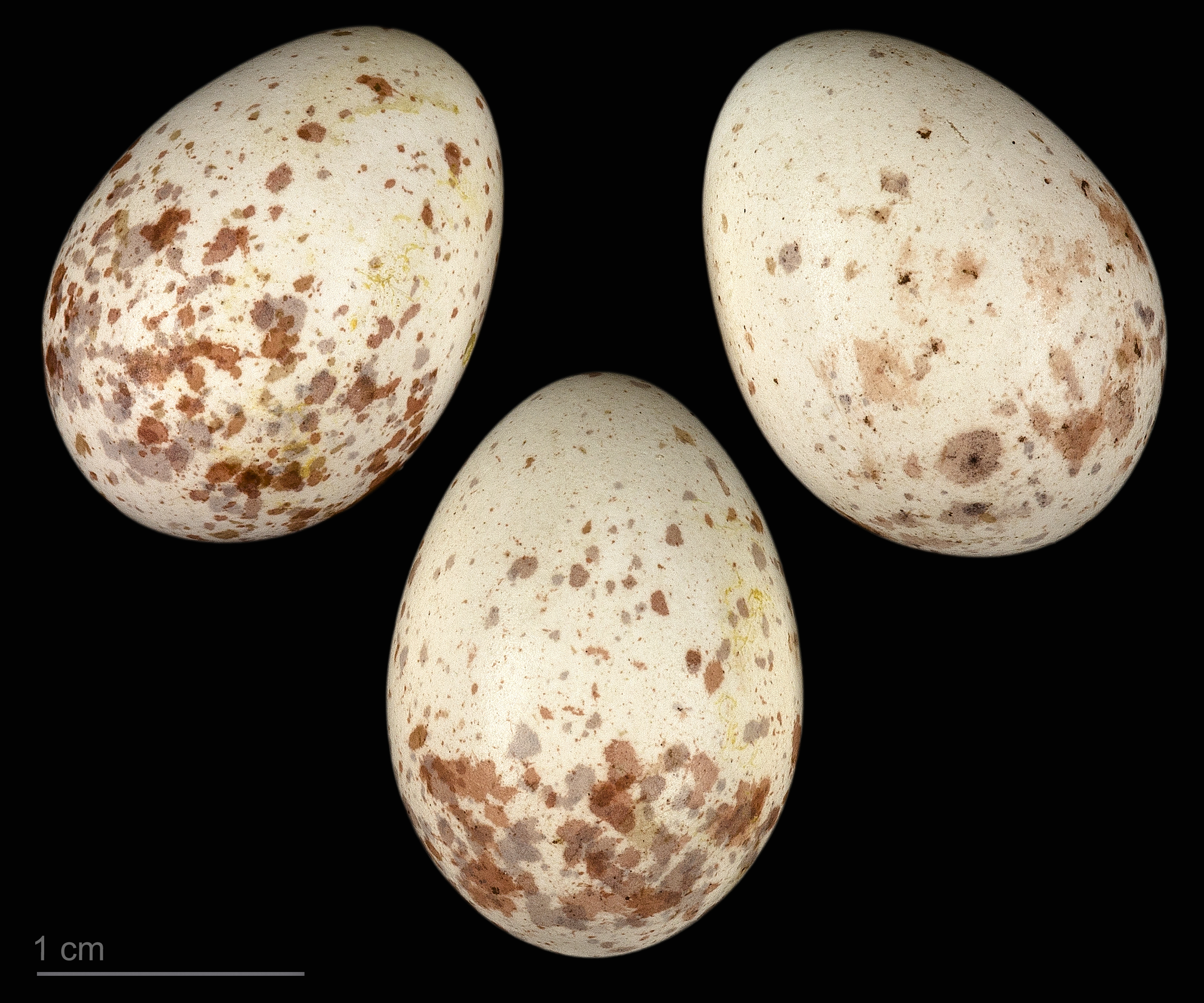
Sitta europaea - (MHNT)

Es un ave monógama, y la pareja protege su territorio durante todo el año. En Europa, dicho territorio puede abarcar de dos a diez hectáreas, pero en el hábitat subóptimo de los bosques de coníferas de Siberia llega hasta las 30.2 ha en promedio. El macho canta para defender su territorio y atraer a la hembra. Ambos miembros de la pareja realizan un cortejo, que consiste en un vuelo suspendido y trémulo. El macho realiza vuelos circulares con la cola extendida y la cabeza elevada; en cada pausa alimenta a la hembra. La pareja realiza el apareamiento dentro del territorio. En caso de que no encuentren cavidades disponibles, se aparean en zonas neutrales sin macho dominante. Pese al emparejamiento de por vida, una investigación genética realizada en Alemania demostró que al menos el 10 % de los jóvenes son de otros machos, por lo general de territorios adyacentes.

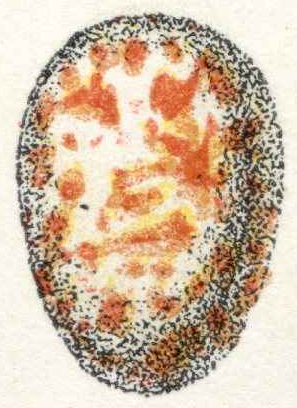
Típicas manchas marrones del huevo de un trepador azul (Ilustración de Adolphe Millot)

Hace el nido en los agujeros de los árboles, usualmente en antiguos nidos de pájaro carpintero, pero en ocasiones en cavidades naturales, que puede ampliar si es necesario. El nido suele estar situado a alturas entre dos y veinte metros del suelo. En los casos en los que el agujero de la entrada es demasiado ancho, utiliza barro, arcilla o estiércol para reducirlo. La entrada suele ser siempre redonda o ligeramente ovalada, más ancha que alta (32:28 mm). Los nidos con una entrada más estrecha son menos propensos a ser atacados por los depredadores y, por lo tanto, el éxito reproductivo es mayor; una entrada estrecha también puede prevenir que los estorninos pintos (Sturnus vulgaris) se apropien del nido. El interior es grande, con una gruesa capa de fragmentos de corteza de pino y otras virutas de madera, en algunas ocasiones de otros restos vegetales secos en el fondo, donde los adultos esconden los huevos o pequeños polluelos cuando salen del nido para reducir la depredación. La hembra hace la mayor parte de la construcción, y también recubre las paredes del interior con barro, utilizando hasta unos 860 g de material. Esta tarea le lleva hasta cuatro semanas, y el nido es, frecuentemente, reutilizado de un año a otro. S. europaea es más reacio a utilizar cajas nido artificiales que otras aves que anidan en cavidades. Cuando lo hace, el número de huevos y polluelos es mayor en las cajas más grandes; en emplazamientos de anidación naturales, sin embargo, no hay relación entre el tamaño de la cavidad y la camada resultante; tarda aproximadamente dos semanas en adaptarlo (recubrirlo con barro por dentro, formar el agujero).
La hembra pone los huevos entre abril y julio, pero un estudio de 1997 realizado en el Reino Unido evidenció que los insectívoros residentes (entre ellos el trepador azul) empezaban a poner huevos de cuatro a diecisiete días antes de las fechas habituales veinticinco años antes. Los investigadores señalaron que estos cambios en el comportamiento eran coincidentes con el cambio climático. El fenómeno de anidación y reproducción antes de las fechas documentadas se está volviendo común; esto podría ser beneficioso para la supervivencia de los jóvenes si resultara en una mayor madurez antes del invierno, pero también podría suponer una desventaja si la sincronía entre su desarrollo y la disponibilidad de alimentos se viera afectada. En el Mediterráneo se registró que la fecha de puesta es independiente a las características del hábitat (cobertura y abundancia de árboles), ya que las parejas que criaron a sus polluelos antes, lograron tener un éxito reproductor mayor que las que lo hicieron tiempo después. La puesta, generalmente, tiene de seis a nueve huevos, aunque puede ser de hasta trece. De promedio miden 19.5 × 14.4 mm en la subespecie S. e. caesia, y tienen un peso de 2.3 g, cuyo 6 % corresponde a la cáscara. Son de color blanco y con manchas de color marrón. La incubación dura entre trece y dieciocho días y la lleva a cabo únicamente la hembra, la cual es alimentada por el macho (aunque en la subespecie S. e. caesia el macho puede participar de la incubación). Los polluelos son altriciales y son alimentados por ambos padres, aunque en la Selva Negra se observaron casos en los que uno de los progenitores (padre o madre) se ausentaba de la alimentación de las crías por un largo tiempo. Las crías terminan de emplumecer a la edad de veinte a veintiséis días, pero siguen dependiendo de los adultos para su sustento hasta su independencia ocho a catorce días después.

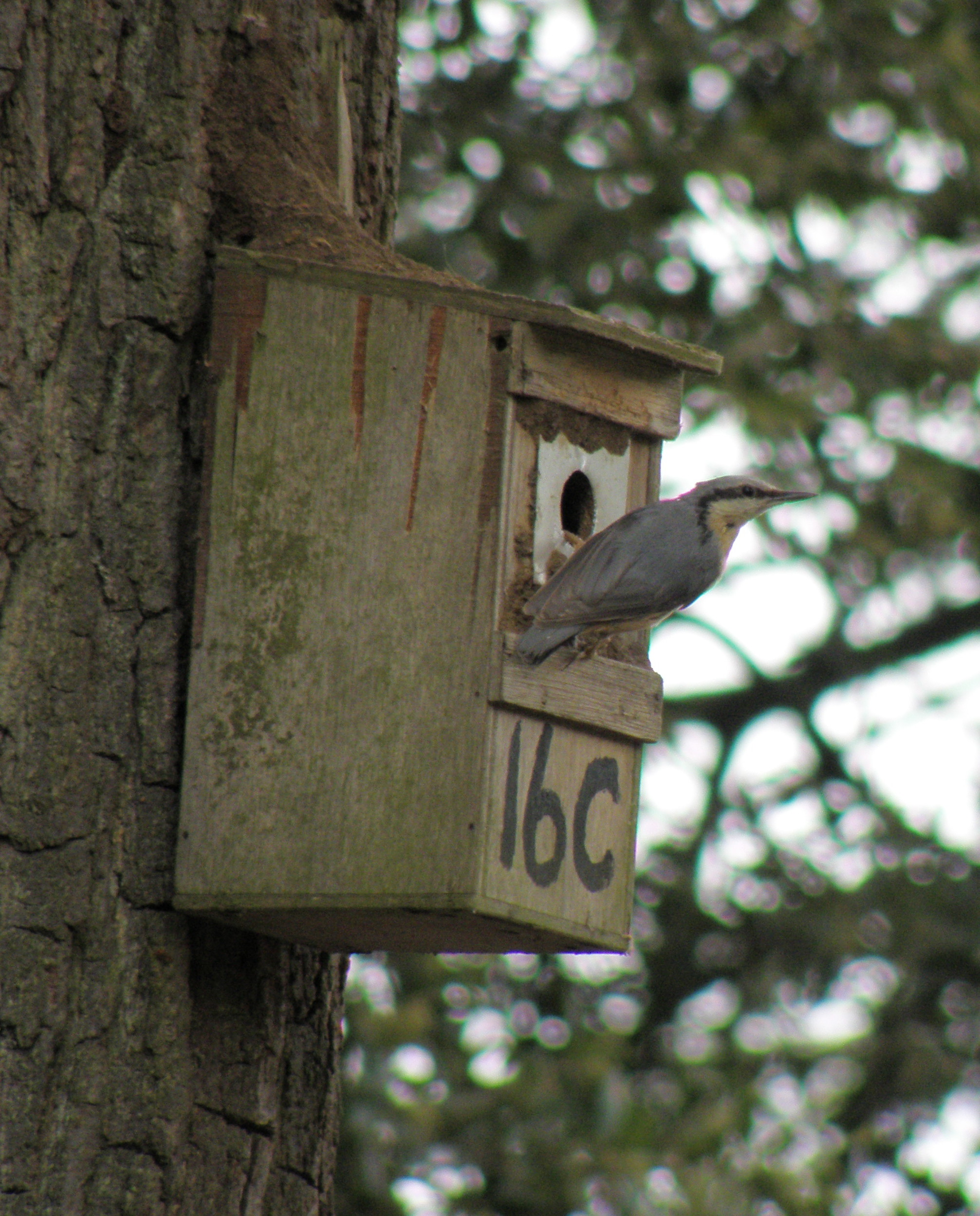
Un trepador en una caja nido, en Inglaterra

Los primeros vuelos tienen lugar hacia las tres semanas de vida. Generalmente, hay una puesta por año, excepcionalmente dos. El estilo de vida sedentario de esta especie implica que los jóvenes pueden establecer su propio territorio solo buscando uno que no esté ocupado o reemplazando a un adulto muerto; dicho comportamiento se observa a partir de julio. En Europa los jóvenes siempre se dirigen hacia un nuevo territorio, en el que pueden permanecer o no permanentemente dependiendo de la calidad del terreno, mientras que en Siberia, donde los territorios son mucho más grandes, la mayoría se asienta en el territorio de los adultos. En algunas especies, la fragmentación de los bosques conduce a la disminución de la población, pero esto no tiene efecto alguno en la fertilidad del trepador azul. La tasa de supervivencia anual (el cociente entre el número de individuos vivos al terminar el año y el número de individuos vivos al comenzar el año) es del 42 a 47 % en Suecia, 51-59 % en Bélgica, 67 % en Siberia, y 53 % a nivel general. La esperanza de vida es de dos años, pero el récord para un espécimen en estado silvestre es de doce años y once meses en el Reino Unido, y otro en Suiza ha vivido diez años y seis meses.

### Depredadores, competidores y parásitos
En gran parte de su área de distribución europea, el principal depredador es el gavilán. El azor, el alcotán europeo, el cárabo, el mochuelo chico, la comadreja y la marta se encuentran también entre los depredadores identificados de la especie. Un estudio realizado en Suecia mostró que el 6.2 % de los nidos de trepadores en la zona de investigación fueron víctimas de depredación. Las especies depredadoras no fueron identificadas, pero en la misma zona el principal depredador de nidos es el pico picapinos, seguido del carbonero. Se han observado pájaros carpinteros tratando de derrumbar las paredes del nido, pero el trepador macho los embiste para ahuyentarlos. En España se observó que hace vigilancias de corta duración ante la presencia de depredadores cuando busca alimento en sustratos abiertos, mientras que otras especies, como el carbonero garrapinos, hacen vigilancias más largas en el mismo nicho espacial.
El estornino pinto puede apropiarse del nido del trepador, sobre todo si está construido en lo alto del árbol, lo que reduce su éxito reproductivo. La cotorra de Kramer, una especie introducida en Europa, también puede competir con S. europaea por el acceso a los nidos disponibles, aunque esas cotorras tienden a habitar bosques fragmentados en las ciudades, mientras que el trepador azul prefiere los robles viejos de gran tamaño, lo que limita la competición por los agujeros para anidar. Un estudio realizado en Bélgica en 2010 llegó a la conclusión de que esas aves no plantean problemas muy graves para los trepadores y que su sacrificio no era necesario.
Se sabe que el ácaro Ptilonyssus sittae puede parasitar las cavidades nasales del trepador azul. Entre los gusanos intestinales están los nematodos Capillaria parusi, Aonchotheca longifilla y A. caudinflata. La especie también es anfitriona de acantocéfalos como Mediorhynchus micracanthus y cestodos como Anonchotaenia globata, Orthoskrjabinia bobica, Capiuterilepis naja, Hymenolepis clerci y Passerilepis passeris. Entre los trematodos encontrados en S. europaea están Platynosomum ventricosum, Echinochasmus beleocephalus, Laterotrema vexans, Mosesia caprimulgi, Urogonimus macrostomum, Leucochloridium phragmitophila, Plagiorchis elegans, P. maculosus y Prosthogonimus ovatus. En Eslovaquia y España se realizaron pequeños estudios donde se tomaron muestras de sangre en las que no se detectaron parásitos, mientras que en análisis más profundos en 22 adultos y 47 jóvenes inmaduros realizados en este último país se demostró que S. europaea podría estar infectado con Plasmodium. Haemoproteus sittae, un protozoo sanguíneo hallado inicialmente en el trepador pechiblanco (S. carolinensis), también parasita a S. europaea.

## Distribución y hábitat

### Distribución y migraciones
Las zonas de cría se extienden por el hemisferio norte (región paleártica), a lo largo de la Eurasia templada, desde Gran Bretaña (excepto Irlanda) hasta Japón; en un principio agrupaba especies de regiones paleárticas y no paleárticas, pero luego de una revisión el grupo no paleártico fue separado para formar la especie S. castanea. Vive entre las isotermas de 16 °C y 20 °C en el mes de julio, y no se lo ha encontrado al norte de los paralelos 64, en el oeste de Rusia, y el 69, en Siberia, donde su hábitat se solapa parcialmente con el del trepador siberiano (S. arctica). Es un ave no migratoria que casi siempre permanece en el bosque donde nació. En Rusia los paralelos 54 y 55 marcan el límite sur de su distribución, y también habita en el norte de Kazajistán y Mongolia. Aparece en los desiertos y mesetas de Asia Central —incluso en las depresiones del norte de China, donde las condiciones no permiten el crecimiento de bosques—, pero no logra sobrevivir en las tierras inhóspitas de Pakistán y gran parte de Irán y la península arábiga. En Europa se reproduce hasta el Mediterráneo hacia el sur, pero no en las islas, excepto Sicilia. También aparecen algunos individuos en el Rif marroquí y algunas zonas costeras y montañosas de Oriente Medio. En el este vive en gran parte de la China oriental, Taiwán y Corea, además de las islas japonesas. Asimismo es divagante en el Líbano, en las islas del Canal y se ha informado varias veces de la presencia de S. e. europaea en Finlandia, donde normalmente se encuentra la subespecie S. e. asiatica.
La mayoría de las poblaciones exhibe hábitos sedentarios, excepto por la dispersión de los jóvenes después de la temporada de reproducción, y la especie es reacia a cruzar incluso pequeñas masas de agua. Según Löhrl, los jóvenes muestran inquietud migratoria, fenómeno remarcable por no ser común en otros pájaros que emigran del territorio tras abandonar el nido. Casi siempre se desplazan a territorios cercanos donde no hay otros trepadores, pudiendo asentarse incluso en jardines residenciales o grupos reducidos de árboles en los pueblos. A veces, vuelven a emigrar tras el verano, en busca de territorios desocupados más apropiados para la reproducción; la cría al norte y al este depende de la disponibilidad de semillas de pino siberiano (Pinus sibirica) y pino cembro (P. cembra), y durante temporadas malas la subespecie S. e. asiatica en los Urales puede migrar hacia el oeste, al norte de Suecia (Norrland) y Finlandia en otoño, permaneciendo allí algunas veces para anidar. La migración interna puede incluir poblaciones tan lejanas como las de Siberia (constituidas por híbridos de S. asiatica y S. arctica), que pueden recorrer la franja de bosque boreal euroasiático hasta Finlandia y Suecia; Löhrl supone esto se debe a la superpoblación. S. e. amurensis, del sudeste de Rusia y China, puede descender a la península coreana en invierno.
| S. arctica S. e. europaea | S. e. asiatica S. e. albifrons | S. e. amurensis , anteriormente «S. e. hondoensis» |

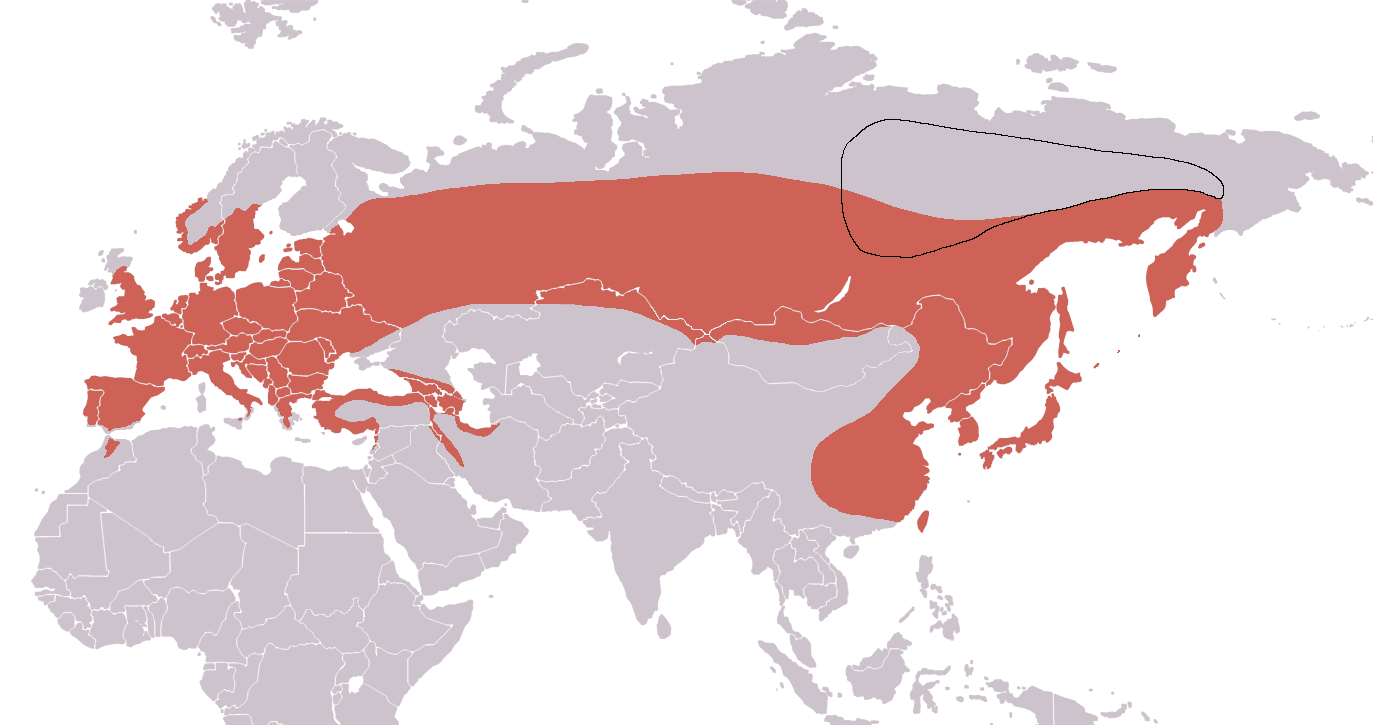
La distribución de la especie coloreada en salmón oscuro. En negro, la distribución de S. arctica, anteriormente considerada una subespecie de S. europaea.

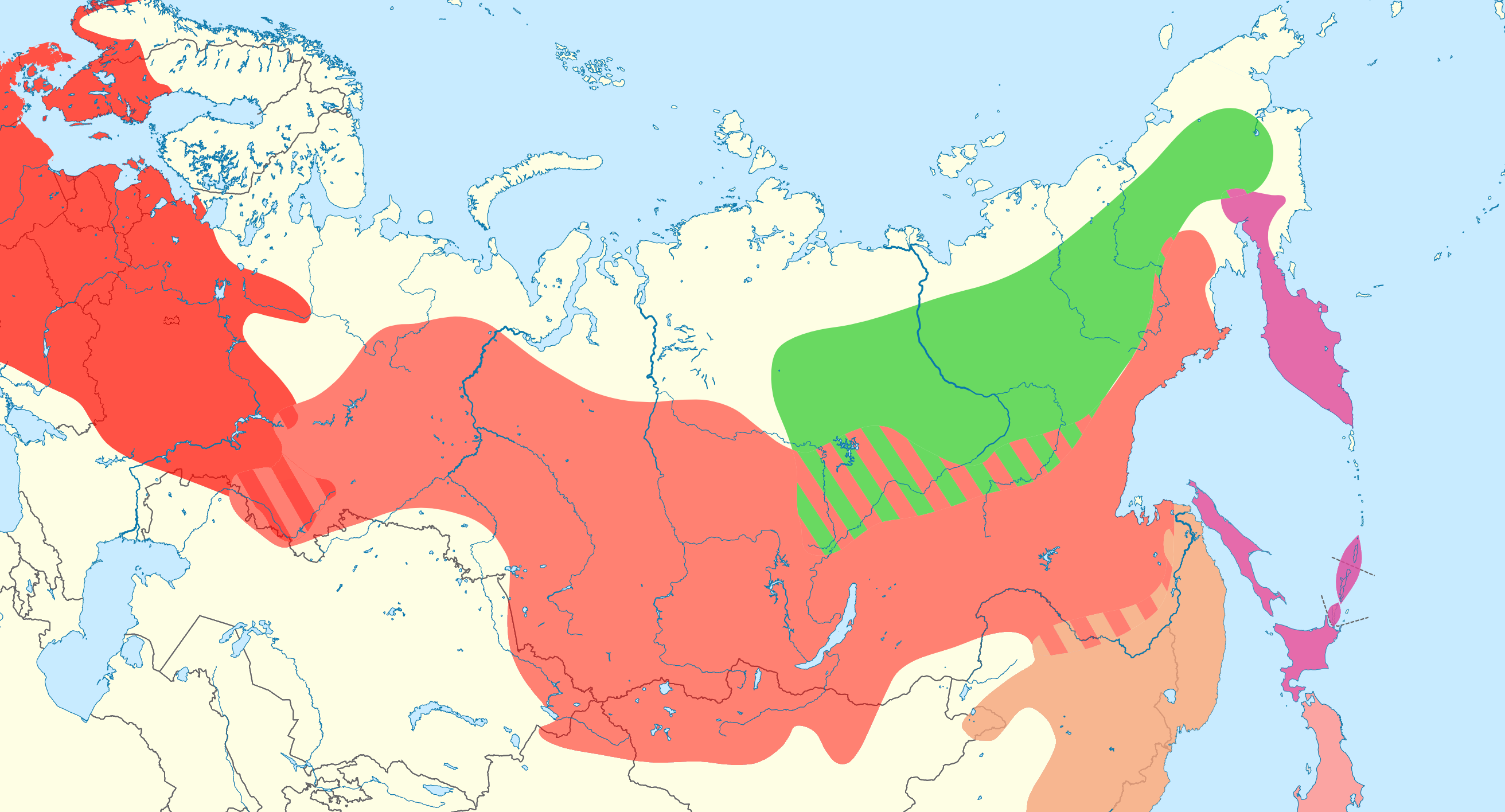
Mapa de distribución de las diferentes subespecies de S. europaea en Asia, así como S. arctica:

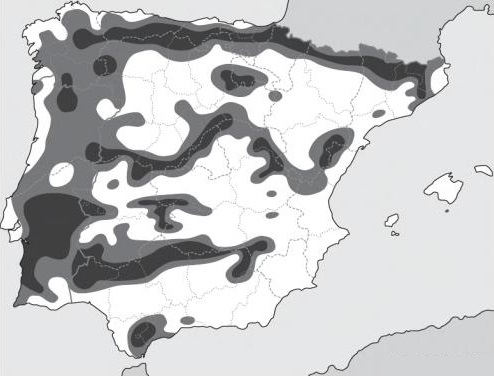
La distribución del ave en la península ibérica se concentra en la costa atlántica y las zonas montañosas del norte y centro. Es ausente en Baleares y Canarias.

En la península ibérica se distribuye desde la vertiente atlántica hasta las montañas: la subespecie hispaniensis habita en el centro y sur, mientras que S. e. caesia puede encontrarse en el norte, por la zona fronteriza francesa; está ausente en las islas Baleares, Canarias, Ceuta y Melilla. De acuerdo a un censo de 2008, se estimó que la población total era de 1 070 000 especímenes aproximadamente. La precipitación media anual del Mediterráneo tiene efectos mínimos en el número de individuos. En la parte norte ocupa casi todos los bosques caducifolios del centro de Galicia hasta Gerona. Como sucede en el resto de Europa, presenta una densidad más alta en bosques de roble que en hayedos; en los Pirineos puede nificar en bosques de pino y abeto. Es inusual que aparezca en la franja costera del mar Cantábrico y Galicia, esto se debe a la escasez de bosques caducifolios de determinada extensión y al predominio de plantaciones de pinos y eucaliptos, de los cuales no puede beneficiarse la especie debido a su reducida utilidad maderera. La presencia en la parte sur de la región eurosiberiana se restringe fundamentalmente a los principales macizos montañosos: sistemas Ibérico y Central, montes de Toledo, sierra Morena, sierra de Cazorla y serranías de Ronda y Cádiz (donde bordea la costa). También tiene una relevante distribución en el extremo sudoeste, en Huelva, Badajoz y en el norte de Sevilla. En la cuenca mediterránea se ubica en las zonas más húmedas y puede establecerse en bosques montanos de pino y roble, si bien en la parte sudoeste habita, aunque de forma irregular, zonas frondosas de encinas y alcornoques —esta clase de hábitat es rechazada por el ave en el resto del área de distribución ibérica—. Uno de los hábitats ideales para el trepador azul son las plantaciones de coníferas que han alcanzado una edad avanzada, aunque esto no pasa en la mayoría de los casos, ya que el pino de Monterrey reside en amplias superficies de la región norteña. No obstante, muchas zonas rurales han recuperado la cubierta forestal al reducir la agricultura, la extracción de leña y el pastoreo, lo que ha creado nuevos espacios para los jóvenes de la especie.

### Hábitat

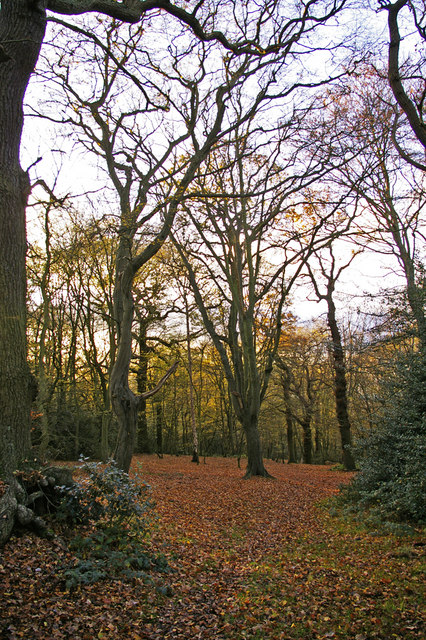
Un antiguo bosque caducifolio, bosque de Epping (Reino Unido), el hábitat natural de S. europaea en Europa

S. europaea prefiere los bosques más viejos, con grandes árboles centenarios, que le proporcionan tanto comida abundante como cavidades para anidar. En Europa se encuentra en bosques caducifolios o mixtos, principalmente en aquellos donde los árboles de gran tamaño y los robles son las especies dominantes. También puede habitar en parques, huertos antiguos y otras áreas boscosas que ofrezcan superficies de al menos una hectárea de hábitat idóneo. En las montañas, puede poblar bosques de abetos y pinos, y prefiere los hábitats de pino en Taiwán. En la península ibérica se encuentra preferentemente en las zonas frondosas de pinos negrales (Pinus nigra subesp. salzmannii), encinas y enebros.
En la mayor parte de Rusia utilizan coníferas para anidar, pero la densidad de población es relativamente baja. En Marruecos la especie anida en robles, cedros del Atlas (Cedrus atlantica) y abetos (Abies). Entre los hábitats menos comunes se incluyen los que tienen enebros enanos (Juniperus sibirica) en Mongolia y ambientes rocosos en algunas zonas del sur de Siberia. S. europaea es principalmente un ave de tierras bajas en el norte de su área de distribución, pero puede habitar hasta la línea de árboles en Suiza a 1200 m o incluso superior y, algunas veces, se reproduce en altitudes de 1800-2100 m en Austria. Anida en elevaciones equivalentes en las montañas de Turquía, Oriente Medio y Asia Central. En el sur de Japón y Taiwán vive, respectivamente, entre los 760-2100 y entre 800-3300 m. En el sur de China se encuentra principalmente en altitudes bajas, mientras que las montañas están ocupadas por el trepador de las Naga (S. nagaensis). Según el ornitólogo italiano Eugenio Bettoni, puede vivir muy bien en cautiverio con una dieta de mijo, semillas de cáñamo, lino o cebada, entre otros alimentos.

## Sistemática

### Taxonomía
El trepador azul fue descrito en 1758 por el naturalista sueco Carlos Linneo en su libro Systema naturae y bajo su nombre científico actual, Sitta europaea. Dicha descripción refería a la subespecie tipo, Sitta europaea europaea, de vientre blanco, que se encuentra en el sur de Escandinavia, donde Linneo vivía, y en el noreste de Europa hasta el oeste de Rusia. Linneo consideró una relación entre el trepador azul y el treparriscos; sin embargo, los taxónomos descartaron dicha relación y separaron ambas aves en diferentes clados (Sittidae y Tichodromadinae, respectivamente).
El nombre del género deriva del vocablo griego antiguo σίττη (sittē), ya citado en el texto Historia de los animales de Aristóteles, probablemente provenga del canto del trepador azul o más probable aún del trepador rupestre occidental (S. neumayer). Posteriormente, fueron descritos numerosos taxones —considerados ahora como subespecies o sinónimos de S. europaea—, empezando por S. europaea caesia, una subespecie con las partes inferiores agamuzadas y garganta blanca que habita la mayor parte de la Europa occidental, y descrita en 1810 por el ornitólogo alemán Johann Wolf.
En la división en subgéneros del género Sitta, poco utilizada, el trepador azul se coloca en Sitta (Sitta) Linnaeus, 1758. S. europaea forma una superespecie con S. arctica, S. nagaensis, S. cashmirensis, S. castanea, S. cinnamoventris y S. neglecta, cuyas especies componentes se sustituyen geográficamente entre sí a través de Eurasia. Una característica fenotípica de las subespecies del grupo europaea es que construyen la entrada de su nido. Anteriormente, S. arctica era considerado habitualmente como una subespecie de S. europaea —S. europaea arctica—, pero Red'kin y Konovalovano postularon que era una especie distinta por ser su hábitat parcialmente simpátrico con el trepador azul sin existir evidencia firme de hibridación. Los resultados de la secuenciación del genoma mitocondrial de S. europaea son coincidentes con el estatus de especie independiente para S. arctica, concedido finalmente por las autoridades ornitológicas en 2006.
El registro fósil de los trepadores es escaso y, en Europa, se limita a la extinta Sitta senogalliensis del Mioceno inferior en Italia y algunos restos de un período posterior de Francia; la familia parece ser de origen relativamente reciente.

### Subespecies
El trepador azul se ha descrito de muchas formas, y algunas veces la validez de las subespecies ha sido fluctuante, con más de veinte reconocidas a partir de 1967. Dichas consideraciones taxonómicas varían de acuerdo al autor: por ejemplo, los investigadores Karel Voous y J. G. van Marle habían reconocido 40 subespecies del trepador azul en 1953; esto lo asociaron a la cercanía de S. europaea con otros miembros de la familia Sittidae. El Congreso Ornitológico Internacional (versión 6.4, 2016) y el ornitólogo británico Alan P. Peterson reconocen 21 subespecies.
Las subespecies de Sitta europaea se dividen en tres grupos: S. e. caesia —con las partes inferiores agamuzadas, pero con garganta blanca, y distribuido por Europa, norte de África y Oriente Medio—; S. e. europaea —con partes inferiores completamente blancas, y habitando Escandinavia, Rusia, Japón y el norte de China—; y S. e. sinensis —con partes inferiores enteramente agamuzadas, y repartido en el sur y este de China y Taiwán—. Hasta hace poco estos grupos estaban aislados entre sí, pero la apariencia de las aves intermediarias se reconoce en las zonas de solapamiento. El grupo de la subespecie europaea está presente en el norte de Europa y Rusia. El grupo de la subespecie caesia habita gran parte de Europa hasta Oriente Medio, y la zona de hibridación con europaea se extiende desde el Báltico hasta el mar Negro; S. e. caesia fue considerada especie independiente de europaea en el pasado, tomándose la cordillera alpina como la frontera entre ellas. Algunos zoólogos consideran a S. yunnanensis como especie intermedia entre los dos grupos, y otros como una subespecie de S. europaea.
Grupo S. e. caesia
El grupo S. e. caesia se encuentra en gran parte de Europa, así como el norte de África y Oriente Medio. Los miembros del grupo tienen el pecho color ante y la garganta blanca.
| Subespecies por orden geográfico | Subespecies por orden geográfico | Subespecies por orden geográfico | Subespecies por orden geográfico | Subespecies por orden geográfico | Subespecies por orden geográfico |
| Subespecies                      | Autoridad                        | Distribución | Descripción | Según Simon Harrap (1996) et al. | Según el COI (versión 6.4, 2016) |
| -------------------------------- | -------------------------------- | --- | --- | -------------------------------- | -------------------------------- |
| S. e. caesia                     | Wolf, 1810                       | Gran parte de Europa sudoccidental desde el norte de España, los Alpes, Grecia y Turquía occidental, por el norte de Dinamarca, y hasta el este en las regiones occidentales de Polonia, Rumania y Bulgaria. | Dorso de color gris azulado, línea ocular negra, garganta blanca. El resto de las partes inferiores son color ante anaranjado, haciéndose rojo ladrillo en la parte posterior y en los flancos. Franjas blancas bajo la cola. | Taxón válido                     | Taxón válido                     |
| S. e. hispaniensis               | Witherby, 1913                   | Centro y sur de España, Portugal y norte de Marruecos. | Similar a S. e. caesia, pero las partes inferiores son más pálidas con tonos rosa-ante. | Taxón válido                     | Taxón válido                     |
| S. e. cisalpina                  | Sachtleben, 1919                 | Suiza meridional, Italia (incluyendo Sicilia), sur de Croacia y suroeste de Montenegro. | Similar a S. e. caesia, pero las partes inferiores son más brillante y con tonos naranjados, pico más corto y puntiagudo. | Taxón válido                     | Taxón válido                     |
| S. e. levantina                  | Hartert, 1905                    | Sur de Turquía. | Similar a S. e. hispaniensis, pero las partes inferiores son más rosáceas y menos ante, flancos pálidos, dorso más pálido y ligeramente gris.                                                                                 | Taxón válido                     | Taxón válido                     |
| S. e. persica                    | Witherby, 1903                   | Sudeste de Turquía, norte de Irak y oeste de Irán. | Pequeño, dorso color gris pálido, frente y lista supercilar blancas, partes inferiores cremosas, pico corto y delgado. | Taxón válido                     | Taxón válido                     |
| S. e. caucasica                  | Reichenow, 1901                  | Noreste de Turquía, suroeste de Rusia, Georgia, Armenia y Azerbaiyán. | Pequeño, dorso de color gris oscuro, frente blanquecina (a menudo), partes inferiores de color ante-naranja brillante. | Taxón válido                     | Taxón válido                     |
| S. e. rubiginosa                 | Tschusi y Zarudny, 1905          | Transcaucasia e Irán septentrional. | Similar a S. e. caucasica, pero con partes inferiores oscuras y más pálidas, por lo general carece de frente blanca. | Taxón válido                     | Taxón válido                     |

Grupo S. e. europaea
El grupo S. e. europaea se encuentra a través de Fenoscandia y Rusia hasta China y Japón. Los miembros del grupo tienen el pecho blanco.
| Subespecies por orden geográfico | Subespecies por orden geográfico | Subespecies por orden geográfico | Subespecies por orden geográfico | Subespecies por orden geográfico | Subespecies por orden geográfico |
| Subespecies                      | Autoridad                        | Distribución | Descripción | Según Simon Harrap (1996) et al. | Según el COI (versión 6.4, 2016) |
| -------------------------------- | -------------------------------- | --- | --- | -------------------------------- | -------------------------------- |
| S. e. europaea                   | Linnaeus, 1758                   | Sur de Escandinavia y las islas del Báltico, el oeste de Rusia, este de Polonia, Rumania y Bulgaria, noroeste de Turquía y Ucrania. | Es la subespecie nominal: dorso de color gris azulado, línea ocular negra. Garganta y partes inferiores de color blanco o crema, flancos y cloaca rojos oxidados.                                                                                        | Taxón válido                     | Taxón válido                     |
| S. e. asiatica                   | Gould, 1837                      | Oeste de Rusia central hasta el lago Baikal, norte de Kazajistán y Mongolia occidental.                                             | Similar a S. e. europaea, pero más pequeño. Pico más corto y puntiagudo, frente y lista superciliar blancas. | Taxón válido                     | Taxón válido                     |
| S. e. arctica                    | Buturlín, 1907                   | Noroeste de Siberia. | Grande con una línea ocular negra y más corta que cualquier otra subespecie, frente y lista superciliar blanquecinas. Pecho y centro de las partes inferiores blancas, flancos ampliamente castaños; la garra trasera es más larga y con forma de cojín. | Taxón válido                     | Especie independiente            |
| S. e. baicalensis                | Taczanowski, 1882                | Este de Siberia hasta el Baikal, Mongolia central and noroeste de China.                                                            | Más grande que S. e. asiatica, con un pico y dorso más oscuro, frente y lista superciliar blanquecinas. | Sinónimo de S. e. asiatica       | Taxón válido                     |
| S. e. sakhalinensis              | Buturlín, 1916                   | Isla de Sajalín. | Más pequeño que S. e. baicalensis con partes inferiores ligeramente más pálidas y una frente blanca. Pico corto. | Sinónimo de S. e. asiatica       | Taxón válido                     |
| S. e. clara                      | Stejneger, 1887                  | Kuriles meridionales y Hokkaidō. | Más grande que S. e. asiatica, dorso relativamente claro, frente y lista superciliar evidentemente más pálidas. | Sinónimo de S. e. asiatica       | Taxón válido                     |
| S. e. takatsukasai               | Momiyama, 1931                   | Kuriles centrales. | Tiene el pico más grande de todas las subespecies. Vientre blanco puro, dorso más grises, dorso algo pálido, pero no muy azuladas, frente y lista supercilar blancas brillantes.                                                                         | Sinónimo de S. e. asiatica       | Taxón válido                     |
| S. e. albifrons                  | Taczanowski, 1882                | Noreste de Rusia (península de Kamchatka) y Kuriles septentrionales.                                                                | Pico largo y grueso, partes inferiores oscuras, vientre con tonos ante. | Taxón válido                     | Taxón válido                     |
| S. e. amurensis                  | Swinhoe, 1871                    | Manchuria ulterior, territorio de Primorie (Rusia), noroeste de China y Corea.                                                      | Pico largo y prominente, partes inferiores más oscuras que S. e. baicalensis, uno poco más blancas, en este caso, con una frente y lista superciliar blancas.                                                                                            | Taxón válido                     | Taxón válido                     |
| S. e. hondoensis                 | Buturlín, 1916                   | Honshū, Shikoku y sur de Kyūshū. | Similar a S. e. amurensis, pero con partes inferiores ligeramente más pálidas y azules, frente y lista superciliar blanca brillante y con menor tamaño que amurensis.                                                                                    | Sinónimo de S. e. asiatica       | Taxón válido                     |
| S. e. roseillia                  | Bonaparte, 1850                  | Sur de Kyūshū. | Similar a S. e. amurensis, pero con partes inferiores más oscuras, con tonos ante bajo el pecho y en el vientre. | Taxón válido                     | Taxón válido                     |
| S. e. bedfordi                   | Ogilvie-Grant, 1909              | Isla de Jeju. | Similar a S. e. roseillia, pero la garganta y el pecho son blancos y el vientre es de color ante-anaranjado oscuro. | Taxón válido                     | Taxón válido                     |
| S. e. seorsa                     | Portenko, 1955                   | Noreste de China. | Similar a S. e. asiatica, pero ligeramente más grande, frente y lista superciliar blancas brillantes y pecho ante pálido. | Taxón válido                     | Taxón válido                     |

Grupo S. e. sinensis
Las subespecies del grupo S. e. sinensis se encuentran el sur y este de China, así como Taiwán. El pecho y la garganta tienen tonos ante.
| Subespecies por orden geográfico | Subespecies por orden geográfico | Subespecies por orden geográfico | Subespecies por orden geográfico                                                                               | Subespecies por orden geográfico | Subespecies por orden geográfico |
| Subespecies                      | Autoridad                        | Distribución                     | Descripción | Según Simon Harrap (1996) et al. | Según el COI (versión 6.4, 2016) |
| -------------------------------- | -------------------------------- | -------------------------------- | --- | -------------------------------- | -------------------------------- |
| S. e. sinensis                   | Verreaux, 1870                   | Sur y este de China.             | Garganta y partes inferiores color ante pálido, y brillante a los lados, flancos traseros color rojo ladrillo. | Taxón válido                     | Taxón válido                     |
| S. e. formosana                  | Buturlín, 1911                   | Taiwán.                          | Similar a S. e. sinensis, pero más pequeño y con un pico largo, dorso pálido y frente blanquecina.             | Sinónimo de S. e. sinensis       | Taxón válido                     |

### Híbridos observados
Diferentes subespecies de S. europaea pueden hibridarse cuando sus distribuciones entran en contacto, incluso con otras especies relacionadas. El ornitólogo británico Edward C. Dickinson supone que las subespecies de pecho blanco de la taiga son un remanente de la hibridación de las migraciones de las subespecies de pecho marrón, así como los híbridos al oeste de Corea y la zona del mar de Bohai representan otra migración de las subespecies del sur de China hasta las colinas Naga de la India hacia el oeste.
En orden alfabético, se han observado los siguientes híbridos en la naturaleza:
- Sitta (europaea) caesia × Sitta europaea europaea, donde Sitta (europaea) caesia es considerada una especie independiente por el Handbook of Avian Hybrids of the World,[133] es un híbrido común en la naturaleza (desde el mar Báltico hasta el mar Negro);[162][163][6]
- Sitta cashmirensis × Sitta (europaea) sinensis,[164] híbrido observado en cautiverio por dos especies con distribuciones solapadas;
- Sitta castanea × Sitta (europaea) sinensis, híbrido observado en cautiverio por dos especies con distribuciones solapadas;
- Sitta europaea europaea × Sitta (europaea) sinensis, donde Sitta (europaea) sinensis fue considerado como una especie independiente,[10][162][164] híbrido común en la naturaleza (noreste de China) y que corresponde posiblemente a la subespecie Sitta europaea amurensis; y,
- Sitta nagaensis × Sitta (europaea) sinensis, supuesto híbrido, pero probablemente común (sur de China) y que corresponde posiblemente a la subespecie Sitta nagaensis montium.[162][165][10]

### Similitudes con otros trepadores
S. europaea es la única especie de trepador presente en la mayor parte del área de distribución de los sítidos. Los trepadores rupestres oriental y occidental habitan zonas rocosas del sudeste de Europa y el sudoeste de Asia, son más grandes y pálidos que la especie eurasiática y no tienen manchas blancas en la cola. El trepador de Krüper, presente en Anatolia, es más pequeño, con un píleo oscuro y una gran mancha roja en el pecho. En el sudoeste de China, el trepador de las Naga es muy similar a S. europaea, pero las partes superiores son más oscuras, la cara es menos blanca y las partes inferiores más grisáceas. El trepador siberiano, otrora considerado una subespecie de S. europaea, presenta diferencias evidentes con esta, con mayor tamaño, coloración más pálida, una lista superciliar más corta y delgada, pico más largo, recto y la cola más blanca que cualquier subespecie de S. europaea.

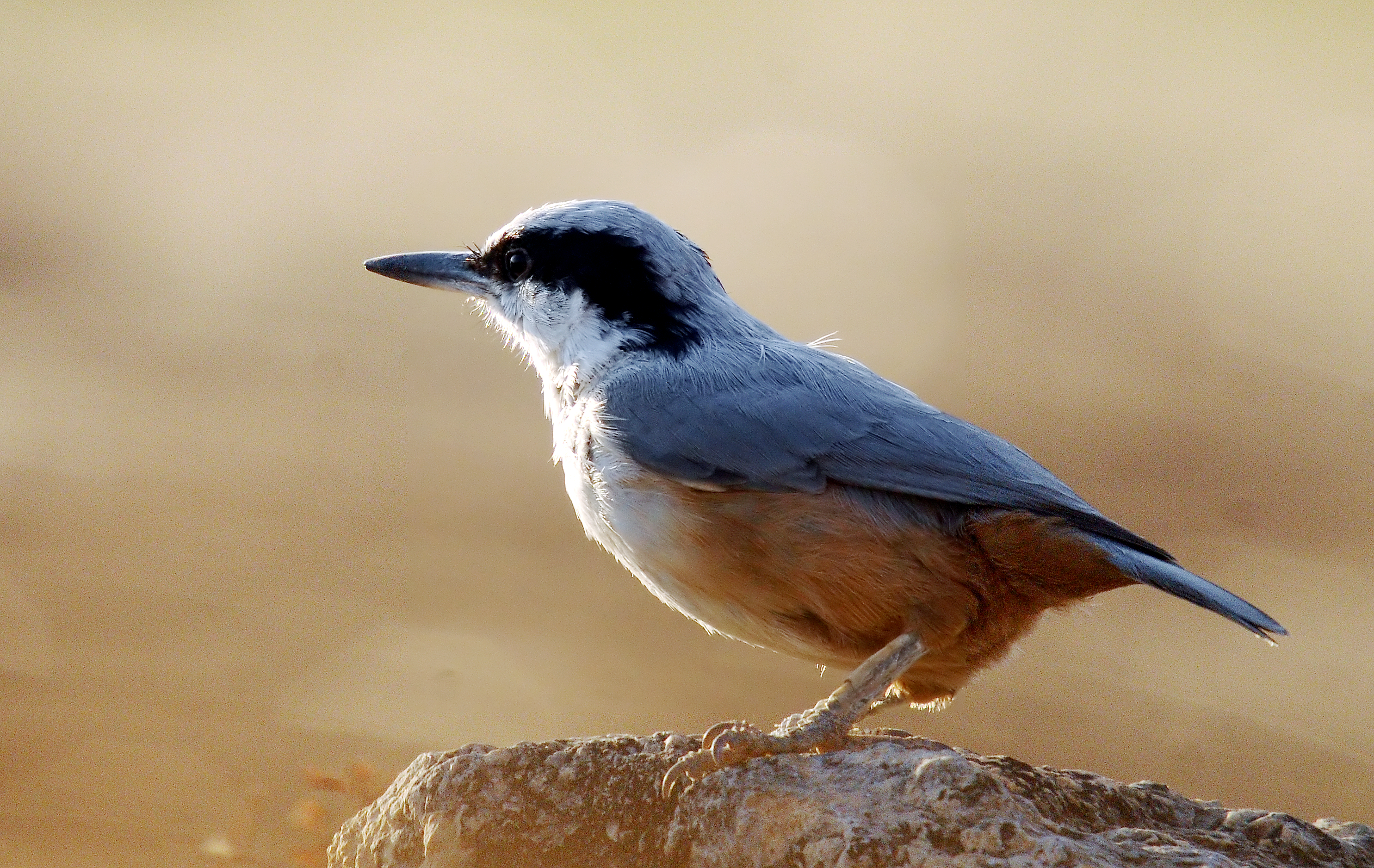
Trepador rupestre oriental (S. tephronota)
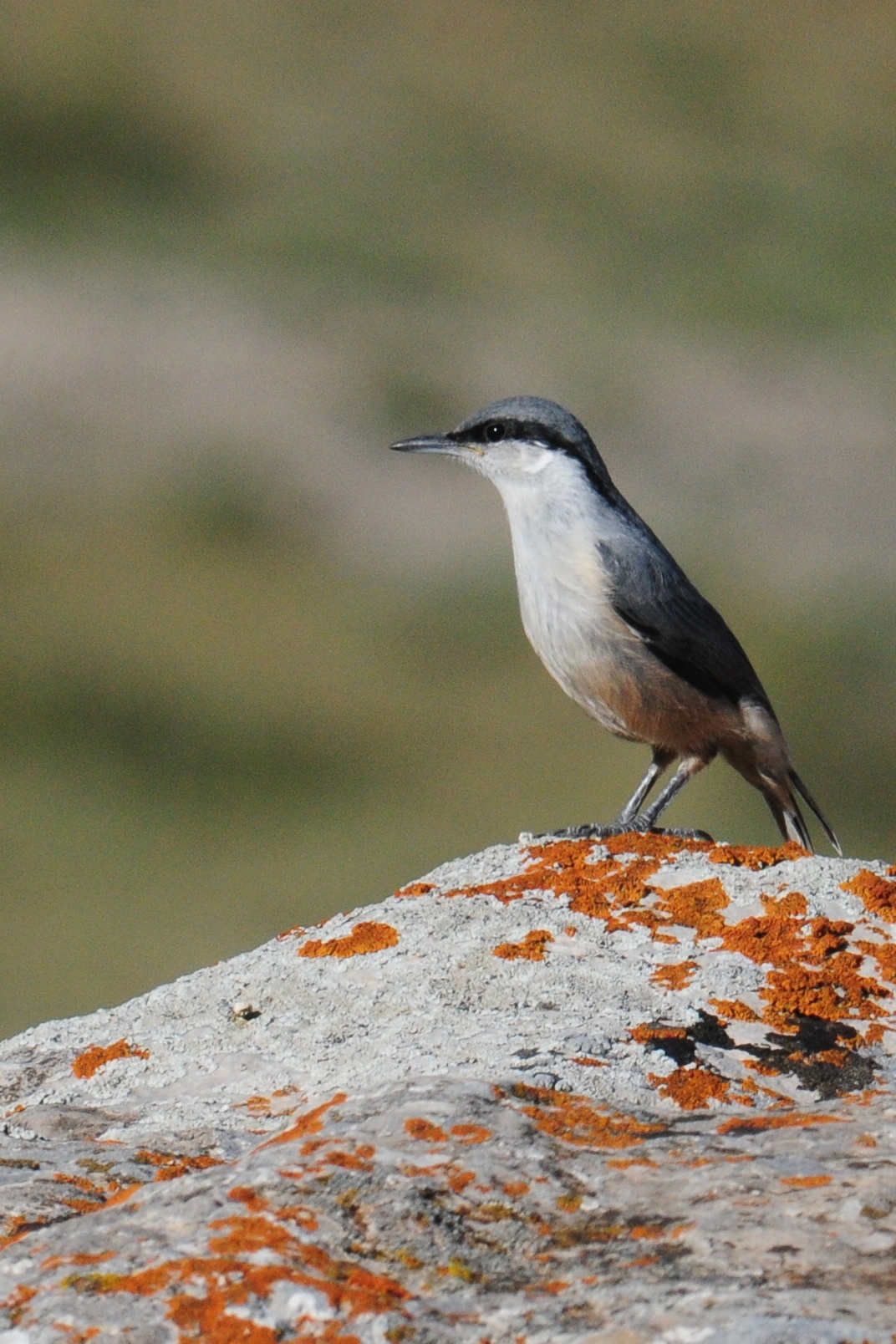
Trepador rupestre occidental (S. neumayer)
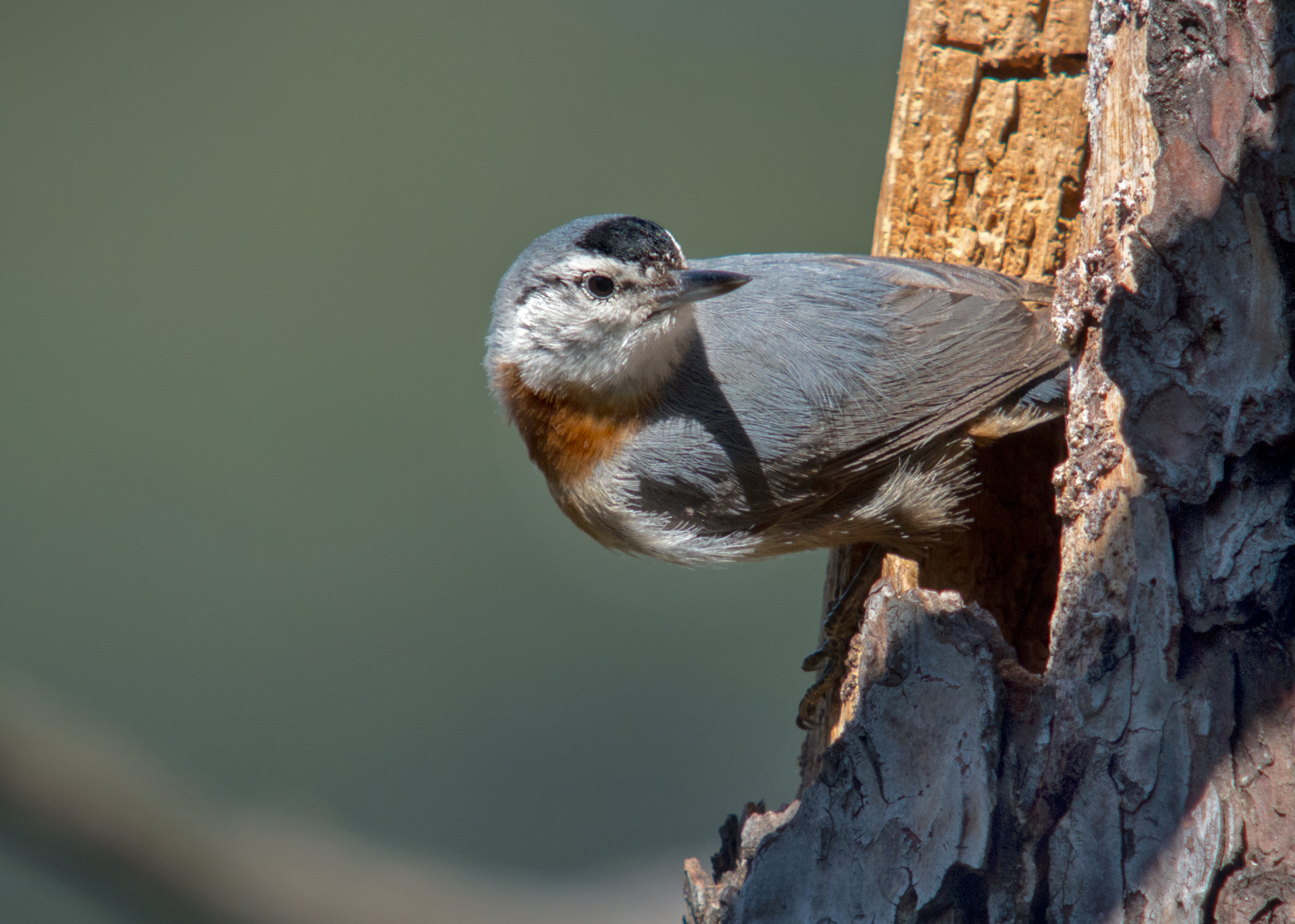
Trepador de Krüper (S. krueperi)
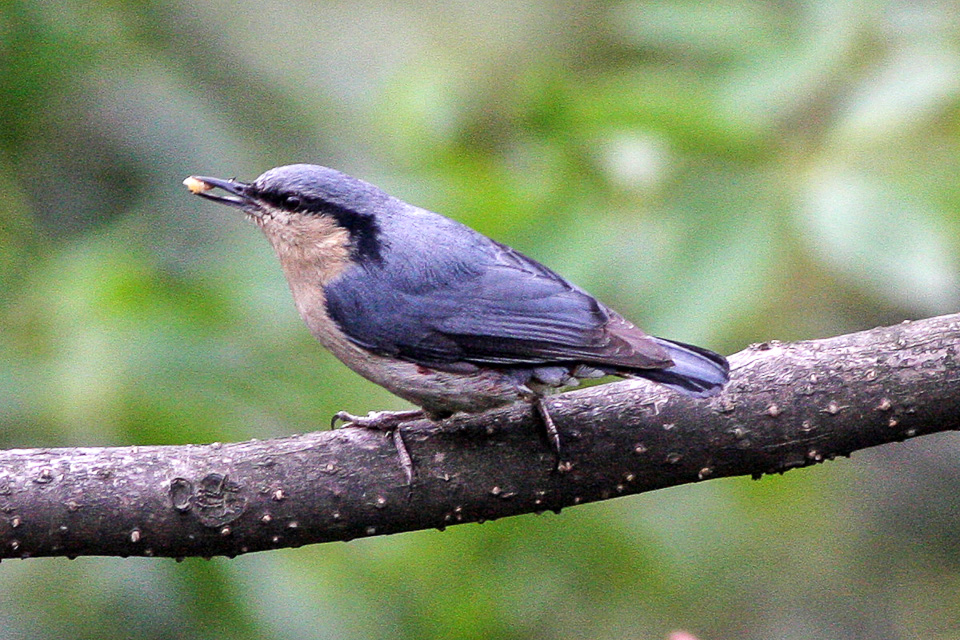
Trepador de las Naga (S. nagaensis)
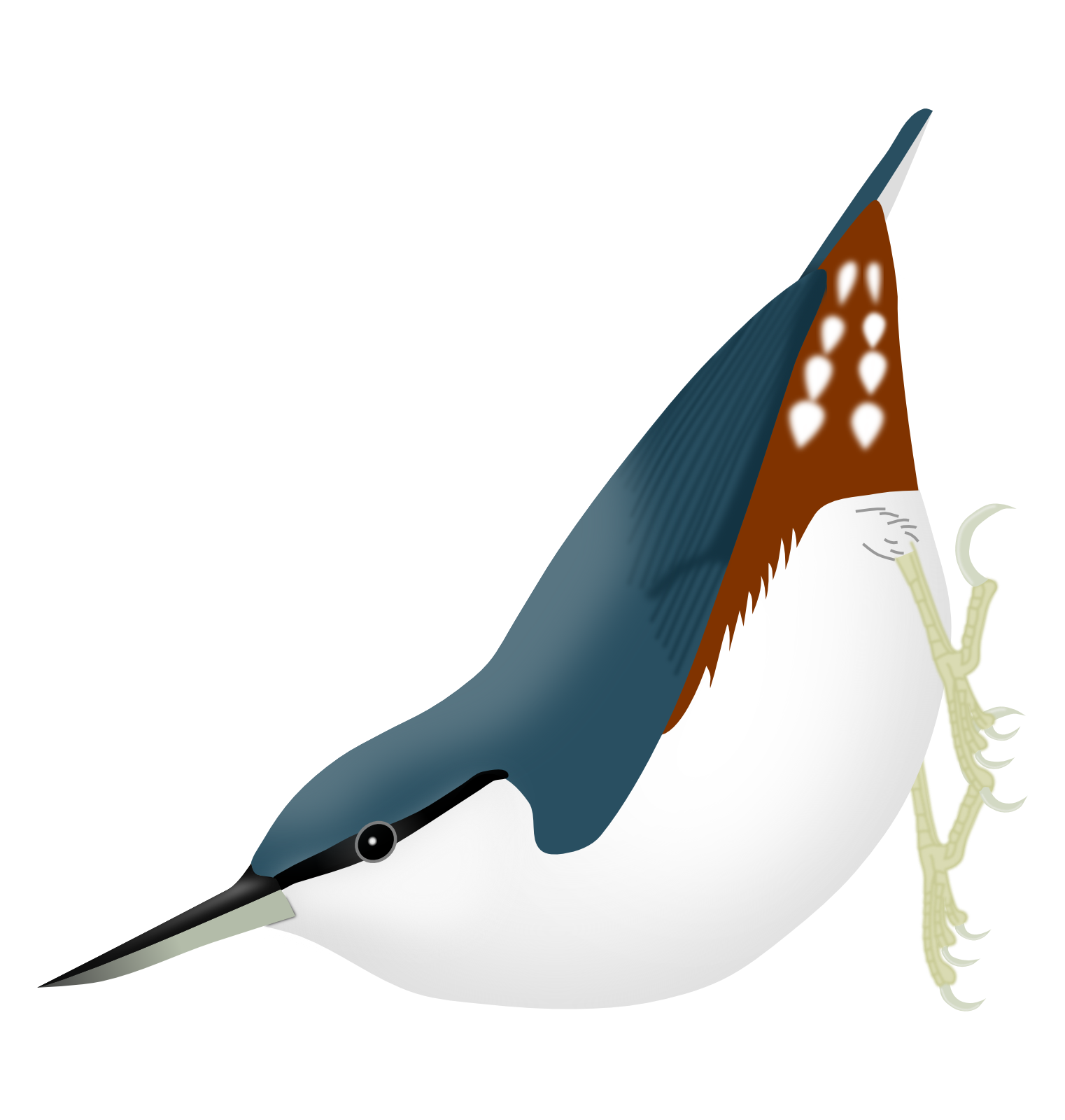
Trepador siberiano (S. arctica)

### Filogenia
En 2014, Éric Pasquet et al. publicaron una filogenia basada en el ADN nuclear y mitocondrial de 21 especies de trepadores. Según estos datos, los parientes más cercanos del grupo europaea son dos trepadores de ambientes rocosos, el trepador rupestre occidental y el trepador rupestre oriental, y se calcula que han transcurrido 13 millones de años desde la separación de los dos clados. Dentro del grupo europaea, el trepador del Himalaya —y por consiguiente del trepador birmano, si bien no aparece en el estudio— aparece como basal y el trepador azul es cercano al trepador de las Naga y al trepador de Cachemira. El trepador indio, el trepador ventricastaño, el trepador indochino y el trepador siberiano no se incluyeron en el estudio.

## Relación con el ser humano

### En la cultura popular
Las principales leyendas sobre el trepador azul se encuentran en la mitología nórdica. En algunas crónicas se documenta el origen del ave en las raíces del fresno del mundo. Según una hipótesis del filósofo alemán Georg Christoph Lichtenberg, su particular forma de moverse cabeza abajo en los fresnos le valió el nombre de «creyente de los fresnos» (eschengläubig). En la Edda poética, una colección de poemas de la mitología nórdica del siglo xiii, el ave figura en la historia del joven aventurero Sigurd, quien junto con el enano Regin (su padre adoptivo) mató al dragón Fafner, y al beber la sangre del dragón empezó a entender el lenguaje de los trepadores. Estos le previnieron de la traición del enano, que quería asesinarlo para apoderarse de los tesoros del dragón. Sigurd decapitó a Regin y se dirigió a la corte del reino con el tesoro, donde se casó con una bella princesa.

Piedra tallada de Ramsund del en Suecia, que representa cómo Sigurd aprendió el lenguaje de los pájaros, en la Edda poética y la Saga Völsunga. En el punto 2.º, los pájaros le dicen a Sigurd que Regin no mantendrá su promesa de reconciliación e intentará asesinarlo, lo cual provoca que Sigurd le corte la cabeza a su padre adoptivo.
Según el Cantar de los nibelungos dichos pájaros eran trepadores.

El naturalista francés Georges-Louis Leclerc de Buffon comentó en su Histoire naturelle la interpretación de Pierre Belon sobre las relaciones entre las parejas de trepadores azules:

« Les paysans ont observé, dit Belon, que le mâle bat sa femelle quand il la trouve lorsqu'elle s'est départie de lui, dont ils ont fait un proverbe pour un qui se conduit sagement en ménage, qu'il ressemble au torche-pot » mais quoi qu'il en soit de la sagesse des maris, je ne crois point que, dans ce cas particulier, celui-ci ait la moindre intention de battre sa femme; je croirais bien plutôt que cette femelle, qui se fait désirer si long-temps avant la ponte, est la première à se retirer après l'éducation de sa famille, et que lorsque le mâle la rencontre après une absence un peu longue, il l'accueille par des caresses d'autant plus vives, même un peu brusques, et que des gens qui n'y regardent pas de si près, auront prises pour de mauvais traitements.
«Los campesinos han observado —dice Belon— que el macho golpea a la hembra cuando la encuentra luego de que esta se haya separado de él, y se dice que quien dirige su hogar sabiamente parece un trepador azul», pero aunque sea una alegoría de la sabiduría marital, no creo que en este caso particular el trepador tenga intenciones de golpear a su pareja; creo, más bien, que esta hembra, que se hace desear tanto tiempo antes de la puesta de los huevos, es la primera en irse luego de la educación de su familia, y que cuando se reúne con el macho después de una ausencia un poco larga, este la acoge con caricias muy expresivas, incluso un poco bruscas, y que los que no lo ven de cerca supondrán que es un maltrato.

### Amenazas y protección

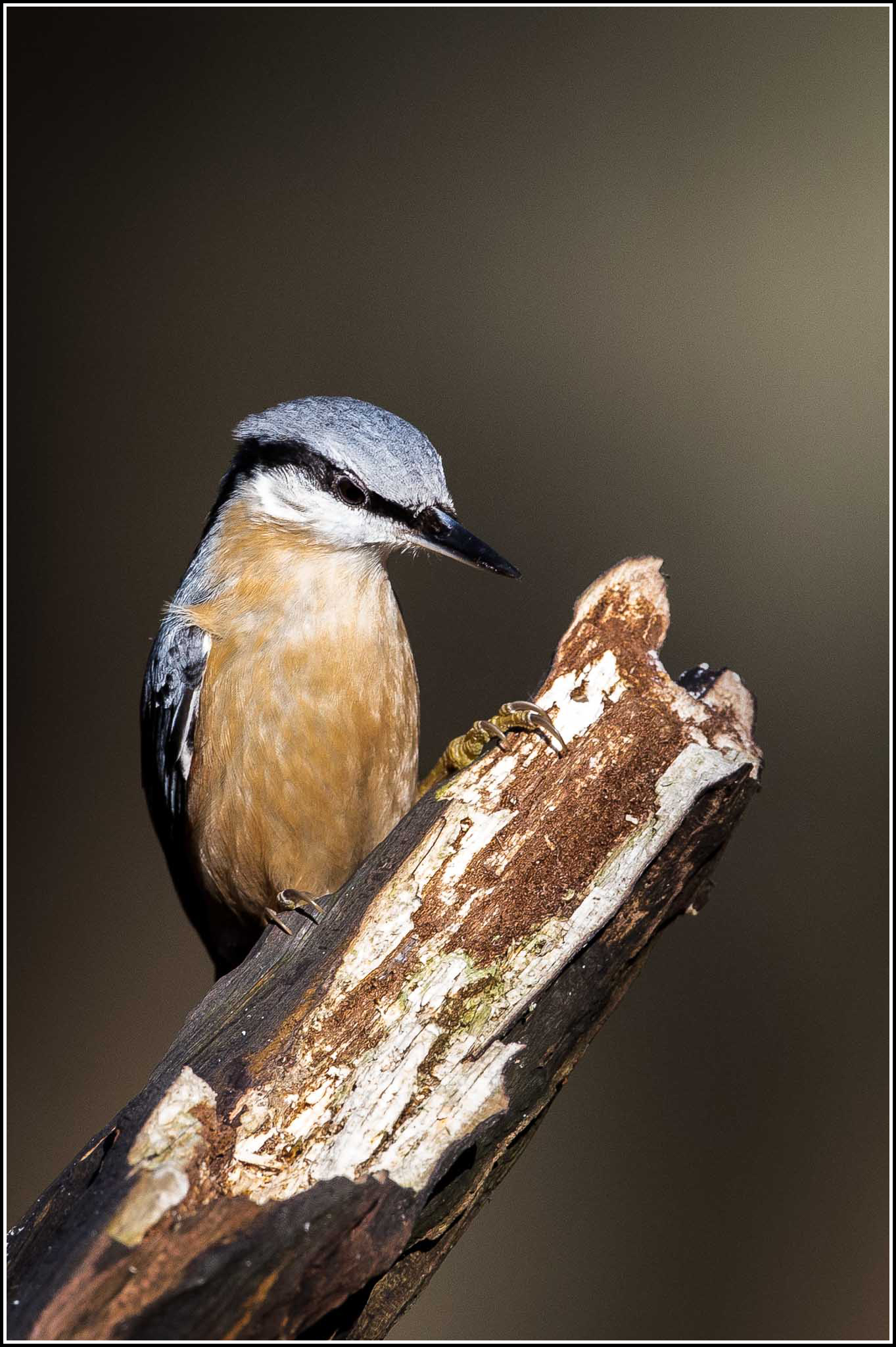
En los últimos años, el trepador azul ha empezado a migrar a las islas británicas y el norte de Europa.

S. europaea está muy extendida, su área de distribución conocida abarca alrededor de 23 300 000 km² y cubre gran parte del hábitat disponible y adaptado. Se estima que en Europa hay 22.5 a 57 millones de ejemplares, con una población total de entre 45.9 y 228 millones de individuos; la población es considerablemente estable. En China, Taiwán, Corea, Japón y Rusia se contabilizan al menos de 10 000 a 100 000 parejas reproductoras. Por estas razones, la especie es considerada como de «preocupación menor» por la Unión Internacional para la Conservación de la Naturaleza. Se trata de una especie común en la mayor parte de su distribución, aunque la densidad es menor más al norte y en los bosques de coníferas. En Siberia los números fluctúan en relación con la disponibilidad de conos de pino. En las últimas décadas ha colonizado Escocia y los Países Bajos, y ampliado su distribución en Gales, norte de Inglaterra, Noruega y en el Alto Atlas. S. e. asiatica se reproduce en Finlandia y el norte de Suecia, con variaciones estacionales. Su dependencia de los árboles grandes puede causar disminuciones locales en caso de destrucción, incendios, talas abusivas o fragmentación de los bosques viejos; los efectos de la explotación forestal también pueden resultar perjudiciales.
Un estudio de 2009 trató de predecir el impacto que tendría el cambio climático en la distribución de varias especies de trepadores en Asia y modeló dos escenarios: en ambos, el trepador azul podía tener una disminución del 64.7-64.8 % en su distribución. La especie está protegida por tratados internacionales sobre aves migratorias de la Unión Europea, específicamente en el Convenio relativo a la Conservación de la Vida Silvestre y del Medio Natural de Europa.